# Casa Batlle de Sant Joan
La Casa Batlle de Sant Joan és una obra de la Pobla de Segur (Pallars Jussà) inclosa a l'Inventari del Patrimoni Arquitectònic de Catalunya.

## Descripció
Gran casal en cantonera de planta baixa amb porxada i tres pisos, l'últim dels quals devia ésser l'antic graner. Conserva el portal d'entrada i la tipologia de parets en façana. S'estava restaurant introduint una nova estructura de formigó armat per tal de conservar l'antiga capsa.